# Lista de fármacos proibidos no esporte
Esta é uma lista de fármacos proibidos em práticas desportivas. A lista foi criada em 1999 pela Agência Mundial Antidoping (AMA) para lidar com o problema do doping na prática de esportes . As substâncias e técnicas proibidas se enquadram nas seguintes categorias: hormônios andrógenos, dopagem sanguínea, hormônios peptídicos, estimulantes, diuréticos, narcóticos e canabinoides.

## Doping sanguíneo
O doping sanguíneo é a injeção de glóbulos vermelhos e produtos sanguíneos relacionados que contêm glóbulos vermelhos ou recipientes artificiais de oxigênio. Tal técnica é empregada por meio da extração e armazenamento do próprio sangue antes de uma competição desportiva, a fim de que o corpo possa repor seus níveis naturais de glóbulos vermelhos e, em seguida, é realizada uma injeção do sangue armazenado imediatamente antes da competição. O nível adicional de glóbulos vermelhos melhora o transporte de oxigênio e a resistência atlética; portanto, o doping sanguíneo é proibido na maioria dos eventos. É frequentemente usado em esportes radicais como ciclismo, snowboard e esqui, onde a resistência é altamente valorizada. O exemplo mais famoso desse tipo de doping é a atuação de Lance Armstrong no Tour de France.

### Incremento do transporte de oxigênio
- Dopagem sanguínea, incluindo a administração autóloga, homóloga ou heteróloga de sangue ou produtos eritrocitários de qualquer origem.
- Incremento artificial da captação, transporte ou libertação de oxigênio, incluindo mas não limitado a perfluoroquímicos efaproxiral (RSR 13)

## Agentes androgênicos proibidos
Os agentes androgênicos proibidos são os esteroides anabolizantes, que aumentam a testosterona e a epitestosterona, melhorando assim a força e resistência musculares. Também estão incluídos nessa classe os agonistas adrenérgicos beta-2. Andro, DHEA, estanozolol, testosterona e nandrolona, ou seus derivados, são esteroides anabolizantes proibidos. Os agonistas beta-2 podem atuar como broncodilatadores e aumentar a frequência cardíaca, além de seus leves efeitos androgênicos. Outros agentes androgênicos proibidos incluem bambuterol, clenbuterol, salbutamol, tibolona, zeranol, zilpaterol e moduladores seletivos do receptor de androgênio. Embora algumas das drogas proibidas sejam endógenas, ou seja, produzidas naturalmente pelo corpo humano, a maioria das drogas proibidas são drogas exógenas produzidas quimicamente.

### Esteróides androgênicos anabolizantes

#### Esteróides androgênicos anabolizantes exógeno
- Androstenediol (5α-androst-1-ene-3ß,17ß-diol)
- Androstenediona (5α-androst-1-ene-3,17-diona)
- Bolandiol (19-norandrostenediol)
- Bolasterona
- Boldenona
- Boldiona (androst-1,4-diene-3,17-diona)
- Calusterona
- Clostebol
- Danazol (17 α-etinil-17 ß-hidroxiandroste-4-eno[2,3-d]isoxazol)plseu tapapo coloque mas duas xicaras de farinha de trigo na massa
- Dehidroclormetiltestosterona (4-cloro-17 ß—hidroxi-17 α-metilandrost-1,4-dien-3-ona)
- Desoximetiltestosterona (17 α-metil-5 α-androst-2-ene-17 ß-ol)
- Drostanolona
- Estanazolol (Estanozolol)
- Estenbolona
- Etilestrenol (19-nor-17α-pregn-4-en-17-ol)
- Fluoximesterona
- Formebolona
- Furazabol (17ß-hidroxi-17 α-metil- 5α-androstano[2,3-c]-furazan)
- Gestrinona
- Hidroxitestosterona (4,17 ß-dihidroxiandrost-4-en-3-ona)
- Mestenolona
- Mesterolona
- Metandienona (17 ß-hidroxi-17 α-metilandrost-1,4-diene-3-ona)
- Metandriol
- Metasterona (2 α,17 α-dimetil-5 α-androstan-3-ona-17 ß-ol)
- Metenolona
- Metildienolona (17 ß-hidroxi-17 α-metilestra-4,9-diene-3-ona)
- Metil-1-testosterona (17 ß-hidroxi-17 α-metil-5 α-androst-1-ene-3-ona)
- Metilnostestosterona (17 ß-hidroxi-17 α-metilestr-4-ene-3-ona)
- Metiltrienolona (17 ß-hidroxi-17 α-metilestra-4,9,11-trien-3-ona)
- Metiltestosterona
- Mibolerona
- Nandrolona
- Norandrostenediona (estr-4-ene-3,17-diona)
- Norboletona
- Norclostebol
- Noretandrolona
- Oxabolona
- Oxandrolona
- Oximesterona
- Oximetolona
- Prostanozol ([2,3-c]pirazol-5α-etioalocolane-17 ß-tetrahidropiranol)
- Quinbolona
- Testosterona (17 ß-hidroxi-5 α-androst-1-ene-3-ona)
- Tetrahidrogestrinona (17 a-homo-pregna-4,9,11-trien-17 ß-ol-3-ona)
- Trembolona e outras substâncias com estrutura química similar ou efeito(s) biológico(s) similar(es).

#### Esteróides androgênicos anabolizantes endógenos
- Testosterona e os seguintes metabólitos e isômeros: 
  - 5α-androstane-3α,17α-diol
  - 5α-androstane-3α,17ß-diol
  - 5α-androstane-3ß,17α-diol
  - 5α-androstane-3ß,17ß-diol
  - androst-4-ene-3α,17α-diol
  - androst-4-ene-3α,17ß-diol
  - androst-4-ene-3ß,17α-diol
  - androst-5-ene-3α,17α-diol
  - androst-5-ene-3α,17ß-diol
  - androst-5-ene-3ß,17α-diol

- Androstenediol (androst-5-ene-3ß,17ß-diol)
- Androstenediona (androst-4-ene-3,17-diona)
- Dihidrotestosterona (17 ß-hidroxi-5 α-androst-ona)
- Prasterona (dehidroepiandrosterona, DHEA)
- Androstenediol (andros-4-ene-3ß,17ß-diol)
- Androstenediona (androst-5-ene-3,17-diona)
- Epi-dihidrotestosterona
- 3α-hidroxi-5α-androstan-17-ona
- 3ß-hidroxi-5α-androstan-17-ona
- Norandrosterona
- Noretiocolanolona

### Outros agentes anabolizantes
- Clembuterol

- Modeladores seletivos dos receptores dos andrógenos (SARMs):
- Tibolona
- Zeranol
- Zilpaterol

## Hormônios e substâncias relacionadas
- Eritropoietina (EPO)
- Hormônios de crescimento (hGH), Fatores de crescimento insulina-like (por exemplo IGF-1), Fatores de crescimento mecânicos (MGFs)
- Gonadotrofinas (ex: LH, hCG), proibidos apenas nos atletas do sexo masculino
- Insulina
- Corticotrofinas

## Agonistas adrenérgicos beta-2
- Todos os agonistas adrenérgicos beta-2, incluindo os seus isômeros, são proibidos. Exceção para o Formoterol, Salbutamol, Salmetorol e a Terbutalina, quando administrados por via inalatória, e requerem uma receita válida para utilização terapêutica

## Antagonistas hormonais e moduladores
Inibidores da aromatase incluindo, mas não limitados a:
- Anastrozole
- Letrozole
- Aminoglutetimida
- Exemestano
- Formestano
- Testolactona

Modeladores seletivos dos receptores dos estrógenos (SERMs) incluindo, mas não limitados a:
- Raloxifeno
- Tamoxifeno
- Toremifeno

Outras substâncias antiestróginas incluindo, mas não limitadas a:
- Clomifeno
- Ciclofenil
- Fulvestrante

Agentes modificadores da(s) função(ões) da miostatina, incluindo, mas não limitadas a:
- inibidores da miostatina

## Diuréticos e outros agentes mascarantes
- Diuréticos
- Epitestosterona
- Probenecida
- Inibidores da alfa-reductase, por exemplo:
  - Finasterida
  - Gutasterida)
- Expansores de plasma, por exemplo
  - Albumina
  - Dextran
  - Hidroxietilamida
- Acetazolamida
- Ácido etacrínico
- Amiloride
- Bumetanida
- Canrenona
- Clortalidona
- Espironolactona
- Furosemida
- Indapamida
- Metolazona
- Tiazidas, por exemplo:
  - Bendroflumetiazida
  - Clorotiazida
  - Hidroclorotiazida
- Triamtereno

## Dopagem genética
O uso não terapêutico de células, de genes, de elementos genéticos ou de modulação da expressão genética que tenham capacidade para aumentar o rendimento desportivo, é proibido. 

## Estimulantes
- Adrafinil
- Adrenalina
- Anfepromona
- Amifenazol
- Anfetamina
- Anfetaminil
- Benzanfetamina
- Benzilpiperazina
- Bromatan
- Catina
- Ciclazodona
- Clobenzorex
- Cocaína
- Cropropamida
- Crotetamida
- Dimetilanfetamina
- Efedrina
- Etamivan
- Etilanfetamina
- Etilefrina
- Estricnina
- Famprofazona
- Fembutrazato
- Fencafamina
- Fencamina
- Fendimetrazina
- Fenetilina
- Fenfluramina
- Fenilpiracetam (carfedon)
- Fenmetrazina
- Fenprometamina
- Fenproporex
- Fentermina
- Furfenorex
- Heptaminol
- Isometeptano
- Levmetanfetamina
- Meclofenoxato
- Mefenorex
- Mefentermina
- Mesocarbo
- Metanfetamina (D-)
- Metilanfetamina
- Metilenedioxianfetamina
- Metilenedioximetanfetamina
- Metilefedrina
- Metilfenidato
- Modafinil
- Niketamida
- Norfenefrina
- Norfenfluramina
- Octopamina
- Ortetamina
- Oxilofrina
- Parahidroxianfetamina
- Pemolina
- Pentetrazol
- Prolintano
- Propilhexedrina
- Selegilina
- Sibutramina
- Tuaminoheptano

Embora não proibidas estão sob vigilância o uso de:
- Bupropiona
- Cafeína
- Fenilefrina
- Fenilpropanolamina
- Pipradol
- Pseudoefedrina
- Sinefrina

## Narcóticos
- Buprenorfina
- Dextromoramida
- Diamorfina (heroína)
- Fentanil e os seus derivados
- Hidromorfona
- Metadona
- Morfina
- Oxicodona
- Oximorfona
- Pentazocina
- Petidina

## Canabinoides
- Canabinoides
- Haxixe
- Maconha

## Glucocorticoides
Todos os glucocorticoides  são proibidos quando administrados por via oral, retal ou por injeção intravenosa ou intramuscular. 

## Álcool
O álcool (etanol) é proibido somente em competição, nos desportos a seguir indicados mediante teste de alcoolemia por etilômetro:
- Aeronáutica (FAI)
- Tiro com Arco (FITA, IPC)
- Karatê (WKF)
- Pentatlo Moderno (UIPM)
- Motociclismo (FIM)
- Motonáutica (UIM)

## Beta-Bloqueadores
- Acebutolol
- Alprenolol
- Atenolol
- Betaxolol
- Bisoprolol
- Bunolol
- Carvediolol
- Carteolol
- Celiprolol
- Esmolol
- Labetalol
- Levobunolol
- Metipranolol
- Metoprolol
- Nadolol
- Oxprenolol
- Pindolol
- Propranolol
- Sotalol
- Timolol

- Observação: os beta-bloqueadores são proibidos somente em competição nos seguintes desportos, exceto se especificado de outra forma:

- Aeronáutica (FAI)
- Tiro com Arco (FITA, IPC)
- Automobilismo (FIA)
- Bilhar (WCBS)
- Bobsleigh (FIBT)
- Boules (CMSB, IPC bowls)
- Bridge (FMB)
- Curling (WCF)
- Ginástica (FIG)
- Motociclismo (FIM)
- Motonáutica (UIM)
- Pentatlo Moderno (UIPM) para a Disciplina de Tiro
- Bowling (FIQ)
- Vela (ISAF) só nos timoneiros, na categoria de match racing
- Tiro (ISSF, IPC) (proibido igualmente fora de competição)
- Esqui/Snowboard (FIS) saltos e estilo livre
- Lutas Amadoras (FILA)

## Substâncias específicas
- Todos os beta2-agonistas administrados por via inalatória, excepto salbutamol (livre mais glucoronido) superior a 1000 ng/mL e clembuterol (referido em S1.2: Outros agentes anabolisantes)
- Inibidores da Alfa-reductase
- Catina
- Cropropamida
- Crotetamida
- Efedrina
- Etamivan
- Famprofazona
- Femprometamina
- Heptaminol
- Isometeptano
- Ievmetanfetamina
- Meclofenoxato
- p-Metilanfetamina
- Metilefedrina
- Niketamida
- Norfenefrina
- Octopamina
- Ortetamina
- Oxilofrina
- Propilhexedrina
- Selegilina
- Sibutramina
- Tuaminoheptano